# IWGP U-30 Openweight Championship
L'International Wrestling Grand Prix (IWGP) U-30 Openweight Championship (que l'on peut traduire par championnat IWGP U-30 toutes catégories) est un championnat de catch de la New Japan Pro Wrestling. Il s'agit d'un des titres secondaires de cette fédération et est réservé aux catcheurs de moins de 30 ans. Hiroshi Tanahashi en devient le premier champion le 23 avril 2003 après sa victoire en finale d'un tournoi face à Shinya Makabe. Au cours de son utilisation, deux catcheurs ont détenu ce titre durant trois règnes et a été vacant une fois.

## Histoire
Au début des années 2000, la New Japan Pro Wrestling souhaite mettre en valeur ses jeunes catcheurs. Elle décide de créer le championnat IWGP U-30 toutes catégories et organise le tournoi toutes rondes G2 U-30 Climax du 6 mars 2003 au 23 avril de cette même année où 10 catcheurs s'affrontent dans deux groupes puis une phase finale où les deux premiers de chaque groupes s'affrontent. Les participants sont :
- Blue Wolf (en)[1]
- Dan Devine[1]
- Hiroshi Tanahashi[1]
- Makai #2[1]
- Makai #4[1]
- Masahito Kakihara (en)[1]
- Minoru Fujita (en)[1]
- Shinya Makabe[1]
- Toru Yano[1]
- Yutaka Yoshie (en)[1]

| # | Catcheur               | Pts | MJ | V | D | N |
| - | ---------------------- | --- | -- | - | - | - |
| 1 | Shinya Makabe          | 6   | 4  | 3 | 1 | 0 |
| 2 | Hiroshi Tanahashi      | 5   | 4  | 2 | 1 | 1 |
| 3 | Dan Devine             | 4   | 4  | 2 | 2 | 0 |
| 4 | Makai #2               | 3   | 4  | 1 | 2 | 1 |
| 5 | Masahito Kakihara (en) | 2   | 4  | 1 | 3 | 0 |

| # | Catcheur           | Pts | MJ | V | D | N |
| - | ------------------ | --- | -- | - | - | - |
| 1 | Yutaka Yoshie (en) | 8   | 4  | 4 | 0 | 0 |
| 2 | Blue Wolf (en)     | 4   | 4  | 2 | 2 | 0 |
| 2 | Makai #4           | 4   | 4  | 2 | 2 | 0 |
| 4 | Toru Yano          | 2   | 4  | 1 | 3 | 0 |
| 4 | Minoru Fujita (en) | 2   | 4  | 1 | 3 | 0 |

|  | Demi-finales            | Demi-finales            | Demi-finales            | Demi-finales            |                   |                   | Finale                      | Finale                      | Finale                      | Finale                      |
|  |                         |                         |                         |                         |                   |                   |                             |                             |                             |                             |
|  | Tokyo, le 18 avril 2003 | Tokyo, le 18 avril 2003 | Tokyo, le 18 avril 2003 | Tokyo, le 18 avril 2003 |                   |                   | Hiroshima, le 23 avril 2003 | Hiroshima, le 23 avril 2003 | Hiroshima, le 23 avril 2003 | Hiroshima, le 23 avril 2003 |
|  | Hiroshi Tanahashi       | Hiroshi Tanahashi       | -                       | -                       |                   |                   | Hiroshima, le 23 avril 2003 | Hiroshima, le 23 avril 2003 | Hiroshima, le 23 avril 2003 | Hiroshima, le 23 avril 2003 |
|  | Hiroshi Tanahashi       | Hiroshi Tanahashi       | -                       | -                       |                   |                   | Hiroshima, le 23 avril 2003 | Hiroshima, le 23 avril 2003 | Hiroshima, le 23 avril 2003 | Hiroshima, le 23 avril 2003 |
|  | Yutaka Yoshie (en)      | Yutaka Yoshie (en)      | 12:04                   | 12:04                   |                   |                   | Hiroshima, le 23 avril 2003 | Hiroshima, le 23 avril 2003 | Hiroshima, le 23 avril 2003 | Hiroshima, le 23 avril 2003 |
|  | Yutaka Yoshie (en)      | Yutaka Yoshie (en)      | 12:04                   | 12:04                   | Hiroshi Tanahashi | Hiroshi Tanahashi | -                           | -                           |                             |                             |
|  | Tokyo, le 18 avril 2003 |                         |                         |                         | Hiroshi Tanahashi | Hiroshi Tanahashi | -                           | -                           |                             |                             |
|  |                         |                         | Shinya Makabe           | Shinya Makabe           | 12:44             | 12:44             |                             |                             |                             |                             |
|  | Blue Wolf (en)          | Blue Wolf (en)          | Shinya Makabe           | Shinya Makabe           | 12:44             | 12:44             | 7:03                        | 7:03                        |                             |                             |
|  | Blue Wolf (en)          | Blue Wolf (en)          |                         |                         |                   |                   |                             | 7:03                        |                             |                             |
|  | Shinya Makabe           | Shinya Makabe           | -                       | -                       |                   |                   |                             |                             |                             |                             |
|  | Shinya Makabe           | Shinya Makabe           | -                       | -                       |                   |                   |                             |                             |                             |                             |

| # | Champion          | Règne | Date           | Durée                    | Lieu      | Notes | Réf   |
| - | ----------------- | ----- | -------------- | ------------------------ | --------- | --- | ----- |
| 1 | Hiroshi Tanahashi | 1     | 18 avril 2003  | 1 an, 8 mois et 17 jours | Hiroshima | Il bat Shinya Makabe en finale du tournoi G2 U-30 Climax.                                                  | [ 2 ] |
| 2 | Shinsuke Nakamura | 1     | 4 janvier 2005 | 3 mois et 27 jours       | Tokyo     | | [ 3 ] |
| - | Vacant            | 1     | 1er mai 2005   | 1 mois et 17 jours       | NC        | La New Japan Pro Wrestling retire le titre à Nakamura qui ne défend pas sa ceinture au cours de son règne. | [ 4 ] |
| 3 | Hiroshi Tanahashi | 2     | 18 juin 2005   | 11 mois et 20 jours      | Kyoto     | Il bat Toru Yano en finale d'un tournoi.                                                                   | [ 4 ] |
| - | Abandonné         | NC    | 7 juin 2006    | NC                       | NC        | | [ 4 ] |